# Tu ne mourras pas sans me dire où tu vas
Pour plus de détails, voir Fiche technique et Distribution.
Tu ne mourras pas sans me dire où tu vas (titre original : No te mueras sin decirme adónde vas) est un film argentin réalisé par Eliseo Subiela, sorti en 1995. 

## Synopsis
Leopoldo, projectionniste de cinéma à Buenos Aires, a une seule idée en tête : donner vie à ses rêves. La chance lui souri un jour, lorsque Raquel, une jolie jeune femme du passé, vient lui rendre une visite. Peu après, la jeune femme lui déclare son amour et lui rappelle qu'ils ont été amants autrefois. Avec la maladie de la réincarnation, Raquel veut partir avec Leopoldo pour mourir. Mais Leopoldo a terriblement peur de la mort. 

## Fiche technique
- Titre original : No te mueras sin decirme adónde vas
- Titre français : Tu ne mourras pas sans me dire où tu vas
- Réalisation : Eliseo Subiela
- Scénario : Eliseo Subiela
- Directeur de la photographie : Hugo Colace
- Musique : Pedro Aznar
- Montage : Marcela Saenz
- Sociétés de production : Artear, INCAA
- Pays :  Argentine
- Langue originale : Espagnol
- Genre : Drame, romance
- Durée : 125 minutes
- Date de sortie : 4 mai 1995

## Distribution
- Darío Grandinetti : Leopoldo
- Mariana Arias : Raquel
- Oscar Martinez : Oscar
- Monica Galan : Susana
- Tincho Zabala : Don Mario
- Leonardo Sbaraglia : Pablo

## Récompense
Le film se voit décerner le Grand Prix du Festival international de films de Fribourg en 1996. 